# 魚尾獅公園 (伊利諾伊州)
魚尾獅公園（英語：Merrionette Park）是位於美國伊利諾伊州庫克縣的一個村落。

## 地理
魚尾獅公園的座標為41°41′00″N 87°42′00″W / 41.68333°N 87.70000°W，而該地最高點為海拔高度189米（即620英尺）。

## 人口
根據2010年美國人口普查的數據，魚尾獅公園的面積為0.97平方千米，當中陸地面積為0.97平方千米，而水域面積為0.00平方千米。當地共有人口1900人，而人口密度為每平方千米1,958人。